# 5e étape du Tour d'Italie 2025
Pour un article plus général, voir Tour d'Italie 2025.
La 5e étape du Tour d'Italie 2025 se déroule le mercredi 14 mai 2025 entre Ceglie Messapica, dans les Pouilles et Matera, en Basilicate, sur une distance de 145 km.

## Parcours
Au départ de Ceglie Messapica, les coureurs rejoignent Matera après une courte étape de 145 km. Le parcours assez plat frôlant le Golfe de Tarente devient un peu plus vallonné lors des trente derniers kilomètres comprenant une côte de 4e catégorie.

## Déroulement de la course
Les Italiens Lorenzo Milesi (Movistar), Davide Bais (Polti VisitMalta) et Giosuè Epis (Arkéa-B&B Hotels) constituent l'échappée du jour. Milesi et Bais sont les derniers repris à 13 kilomètres de l'arrivée. Dans la dernière bosse située à 2 kilomètres du terme, le peloton s'étire et le maillot rose Mads Pedersen rétrograde quelque peu au sommet avant de revenir par la suite pour remporter le sprint en précédant de quelques centimètres (photo finish) l'Italien Edoardo Zambanini (Bahrain Victorious) qui fondait sur lui. Il s'agit de la troisième victoire en quatre étapes en ligne du maillot rose danois.

## Résultats

### Classement de l'étape
| \| Classement de l'étape \| Classement de l'étape \| Classement de l'étape \| Classement de l'étape \| Classement de l'étape \| \| Coureur \| Coureur \| Pays \| Équipe \| Temps \| \| --------------------- \| --------------------- \| --------------------- \| ----------------------------- \| --------------------- \| \| 1er \| Mads Pedersen \| Danemark \| Lidl-Trek \| 3 h 27 min 31 s \| \| 2e \| Edoardo Zambanini \| Italie \| Bahrain Victorious \| + 0 s \| \| 3e \| Tom Pidcock \| Royaume-Uni \| Q36.5 Pro Cycling Team \| + 0 s \| \| 4e \| Orluis Aular \| Venezuela \| Movistar Team \| + 0 s \| \| 5e \| Filippo Fiorelli \| Italie \| VF Group-Bardiani CSF-Faizanè \| + 0 s \| \| 6e \| Michael Storer \| Australie \| Tudor Pro Cycling Team \| + 0 s \| \| 7e \| Quentin Pacher \| France \| Groupama-FDJ \| + 0 s \| \| 8e \| Brandon Rivera \| Colombie \| Ineos Grenadiers \| + 0 s \| \| 9e \| Damiano Caruso \| Italie \| Bahrain Victorious \| + 0 s \| \| 10e \| Isaac Del Toro \| Mexique \| UAE Team Emirates XRG \| + 0 s \| |                   |             |                               |                 |
| |                   |             |                               |                 |
| Source : ProCyclingStats |                   |             |                               |                 |
| Classement de l'étape |                   |             |                               |                 |
| Coureur | Coureur           | Pays        | Équipe                        | Temps           |
| 1er | Mads Pedersen     | Danemark    | Lidl-Trek                     | 3 h 27 min 31 s |
| 2e | Edoardo Zambanini | Italie      | Bahrain Victorious            | + 0 s           |
| 3e | Tom Pidcock       | Royaume-Uni | Q36.5 Pro Cycling Team        | + 0 s           |
| 4e | Orluis Aular      | Venezuela   | Movistar Team                 | + 0 s           |
| 5e | Filippo Fiorelli  | Italie      | VF Group-Bardiani CSF-Faizanè | + 0 s           |
| 6e | Michael Storer    | Australie   | Tudor Pro Cycling Team        | + 0 s           |
| 7e | Quentin Pacher    | France      | Groupama-FDJ                  | + 0 s           |
| 8e | Brandon Rivera    | Colombie    | Ineos Grenadiers              | + 0 s           |
| 9e | Damiano Caruso    | Italie      | Bahrain Victorious            | + 0 s           |
| 10e | Isaac Del Toro    | Mexique     | UAE Team Emirates XRG         | + 0 s           |

### Points attribués pour le classement par points
| Sprint intermédiaire Massafra (km 42,5) | Sprint intermédiaire Massafra (km 42,5) | Sprint intermédiaire Massafra (km 42,5) | Sprint intermédiaire Massafra (km 42,5) | Sprint intermédiaire Massafra (km 42,5) |
| --------------------------------------- | --------------------------------------- | --------------------------------------- | --------------------------------------- | --------------------------------------- |
|                                         | Coureur                                 | Pays                                    | Équipe                                  | Point(s)                                |
| 1er                                     | Giosuè Epis                             | Italie                                  | Arkéa - B&B Hotels                      | 12                                      |
| 2e                                      | Davide Bais                             | Italie                                  | Team Polti VisitMalta                   | 8                                       |
| 3e                                      | Lorenzo Milesi                          | Italie                                  | Movistar Team                           | 5                                       |
| 4e                                      | Mads Pedersen                           | Danemark                                | Lidl-Trek                               | 3                                       |
| 5e                                      | Jensen Plowright                        | Australie                               | Alpecin - Deceuninck                    | 1                                       |
| modifier                                |                                         |                                         |                                         |                                         |

| Sprint intermédiaire Marina di Ginosa (km 76,8) | Sprint intermédiaire Marina di Ginosa (km 76,8) | Sprint intermédiaire Marina di Ginosa (km 76,8) | Sprint intermédiaire Marina di Ginosa (km 76,8) | Sprint intermédiaire Marina di Ginosa (km 76,8) |
| ----------------------------------------------- | ----------------------------------------------- | ----------------------------------------------- | ----------------------------------------------- | ----------------------------------------------- |
|                                                 | Coureur                                         | Pays                                            | Équipe                                          | Point(s)                                        |
| 1er                                             | Giosuè Epis                                     | Italie                                          | Arkéa - B&B Hotels                              | 12                                              |
| 2e                                              | Davide Bais                                     | Italie                                          | Team Polti VisitMalta                           | 8                                               |
| 3e                                              | Lorenzo Milesi                                  | Italie                                          | Movistar Team                                   | 5                                               |
| 4e                                              | Mads Pedersen                                   | Danemark                                        | Lidl-Trek                                       | 3                                               |
| 5e                                              | Jensen Plowright                                | Australie                                       | Alpecin - Deceuninck                            | 1                                               |
| modifier                                        |                                                 |                                                 |                                                 |                                                 |

| \| Arrivée d'étape Matera (km 151) \| Arrivée d'étape Matera (km 151) \| Arrivée d'étape Matera (km 151) \| Arrivée d'étape Matera (km 151) \| Arrivée d'étape Matera (km 151) \| \| ------------------------------- \| ------------------------------- \| ------------------------------- \| --------------------------------- \| ------------------------------- \| \| \| Coureur \| Pays \| Équipe \| Point(s) \| \| 1er \| Mads Pedersen \| Danemark \| Lidl-Trek \| 50 \| \| 2e \| Edoardo Zambanini \| Italie \| Bahrain - Victorious \| 35 \| \| 3e \| Tom Pidcock \| Grande-Bretagne \| Q36.5 Pro Cycling Team \| 25 \| \| 4e \| Orluis Aular \| Venezuela \| Movistar Team \| 18 \| \| 5e \| Filippo Fiorelli \| Italie \| VF Group - Bardiani CSF - Faizanè \| 14 \| \| 6e \| Michael Storer \| Australie \| Tudor Pro Cycling Team \| 12 \| \| 7e \| Quentin Pacher \| France \| Groupama - FDJ \| 10 \| \| 8e \| Brandon Rivera \| Colombie \| Ineos Grenadiers \| 8 \| \| 9e \| Damiano Caruso \| Italie \| Bahrain - Victorious \| 7 \| \| 10e \| Isaac Del Toro \| Mexique \| UAE Team Emirates - XRG \| 6 \| \| 11e \| Richard Carapaz \| Équateur \| EF Education - EasyPost \| 5 \| \| 12e \| Primož Roglič \| Slovénie \| Red Bull - BORA - hansgrohe \| 4 \| \| 13e \| Nicola Conci \| Italie \| XDS Astana Team \| 3 \| \| 14e \| Kevin Geniets \| Luxembourg \| Groupama - FDJ \| 2 \| \| 15e \| Diego Ulissi \| Italie \| XDS Astana Team \| 1 \| \| modifier \| \| \| \| \| |                   |                 |                                   |          |
| Arrivée d'étape Matera (km 151) |                   |                 |                                   |          |
| | Coureur           | Pays            | Équipe                            | Point(s) |
| 1er | Mads Pedersen     | Danemark        | Lidl-Trek                         | 50       |
| 2e | Edoardo Zambanini | Italie          | Bahrain - Victorious              | 35       |
| 3e | Tom Pidcock       | Grande-Bretagne | Q36.5 Pro Cycling Team            | 25       |
| 4e | Orluis Aular      | Venezuela       | Movistar Team                     | 18       |
| 5e | Filippo Fiorelli  | Italie          | VF Group - Bardiani CSF - Faizanè | 14       |
| 6e | Michael Storer    | Australie       | Tudor Pro Cycling Team            | 12       |
| 7e | Quentin Pacher    | France          | Groupama - FDJ                    | 10       |
| 8e | Brandon Rivera    | Colombie        | Ineos Grenadiers                  | 8        |
| 9e | Damiano Caruso    | Italie          | Bahrain - Victorious              | 7        |
| 10e | Isaac Del Toro    | Mexique         | UAE Team Emirates - XRG           | 6        |
| 11e | Richard Carapaz   | Équateur        | EF Education - EasyPost           | 5        |
| 12e | Primož Roglič     | Slovénie        | Red Bull - BORA - hansgrohe       | 4        |
| 13e | Nicola Conci      | Italie          | XDS Astana Team                   | 3        |
| 14e | Kevin Geniets     | Luxembourg      | Groupama - FDJ                    | 2        |
| 15e | Diego Ulissi      | Italie          | XDS Astana Team                   | 1        |
| modifier |                   |                 |                                   |          |

### Points attribués pour le classement du meilleur grimpeur
| \| Montescaglioso (km 123) 4e catégorie (2,9 km à 8,4%) \| Montescaglioso (km 123) 4e catégorie (2,9 km à 8,4%) \| Montescaglioso (km 123) 4e catégorie (2,9 km à 8,4%) \| Montescaglioso (km 123) 4e catégorie (2,9 km à 8,4%) \| Montescaglioso (km 123) 4e catégorie (2,9 km à 8,4%) \| \| ---------------------------------------------------- \| ---------------------------------------------------- \| ---------------------------------------------------- \| ---------------------------------------------------- \| ---------------------------------------------------- \| \| \| Coureur \| Pays \| Équipe \| Point(s) \| \| 1er \| Lorenzo Milesi \| Italie \| Movistar Team \| 3 \| \| 2e \| Davide Bais \| Italie \| Team Polti VisitMalta \| 2 \| \| 3e \| Jay Vine \| Australie \| UAE Team Emirates - XRG \| 1 \| \| modifier \| \| \| \| \| |                |           |                         |          |
| Montescaglioso (km 123) 4e catégorie (2,9 km à 8,4%) |                |           |                         |          |
| | Coureur        | Pays      | Équipe                  | Point(s) |
| 1er | Lorenzo Milesi | Italie    | Movistar Team           | 3        |
| 2e | Davide Bais    | Italie    | Team Polti VisitMalta   | 2        |
| 3e | Jay Vine       | Australie | UAE Team Emirates - XRG | 1        |
| modifier |                |           |                         |          |

### Points attribués pour le classement Red Bull KM
| \| Red Bull KM Sprint Bernalda (km 100,4) \| Red Bull KM Sprint Bernalda (km 100,4) \| Red Bull KM Sprint Bernalda (km 100,4) \| Red Bull KM Sprint Bernalda (km 100,4) \| Red Bull KM Sprint Bernalda (km 100,4) \| \| -------------------------------------- \| -------------------------------------- \| -------------------------------------- \| -------------------------------------- \| -------------------------------------- \| \| \| Coureur \| Pays \| Équipe \| Point(s) \| \| 1er \| Giosuè Epis \| Italie \| Arkéa - B&B Hotels \| 15 \| \| 2e \| Davide Bais \| Italie \| Team Polti VisitMalta \| 8 \| \| 3e \| Lorenzo Milesi \| Italie \| Movistar Team \| 5 \| \| 4e \| Xabier Mikel Azparren \| Espagne \| Q36.5 Pro Cycling Team \| 3 \| \| 5e \| Jacopo Mosca \| Italie \| Lidl-Trek \| 1 \| \| modifier \| \| \| \| \| |                       |         |                        |          |
| Red Bull KM Sprint Bernalda (km 100,4) |                       |         |                        |          |
| | Coureur               | Pays    | Équipe                 | Point(s) |
| 1er | Giosuè Epis           | Italie  | Arkéa - B&B Hotels     | 15       |
| 2e | Davide Bais           | Italie  | Team Polti VisitMalta  | 8        |
| 3e | Lorenzo Milesi        | Italie  | Movistar Team          | 5        |
| 4e | Xabier Mikel Azparren | Espagne | Q36.5 Pro Cycling Team | 3        |
| 5e | Jacopo Mosca          | Italie  | Lidl-Trek              | 1        |
| modifier |                       |         |                        |          |

### Bonifications
|   | Coureur        | Pays   | Équipe                | Secondes |
| - | -------------- | ------ | --------------------- | -------- |
| 1 | Giosuè Epis    | Italie | Arkéa - B&B Hotels    | 6 s      |
| 2 | Davide Bais    | Italie | Team Polti VisitMalta | 4 s      |
| 3 | Lorenzo Milesi | Italie | Movistar Team         | 2 s      |

|   | Coureur           | Pays            | Équipe                 | Secondes |
| - | ----------------- | --------------- | ---------------------- | -------- |
| 1 | Mads Pedersen     | Danemark        | Lidl-Trek              | 10 s     |
| 2 | Edoardo Zambanini | Italie          | Bahrain - Victorious   | 6 s      |
| 3 | Tom Pidcock       | Grande-Bretagne | Q36.5 Pro Cycling Team | 4 s      |

## Classements à l'issue de l'étape

### Classement général
| \| Classement général \| Classement général \| Classement général \| Classement général \| Classement général \| \| Coureur \| Coureur \| Pays \| Équipe \| Temps \| \| ------------------ \| ------------------ \| ------------------ \| ----------------------- \| ------------------ \| \| 1er \| Mads Pedersen \| Danemark \| Lidl-Trek \| 15 h 11 min 52 s \| \| 2e \| Primož Roglič \| Slovénie \| Red Bull-Bora-Hansgrohe \| + 17 s \| \| 3e \| Mathias Vacek \| Tchéquie \| Lidl-Trek \| + 24 s \| \| 4e \| Brandon McNulty \| États-Unis \| UAE Team Emirates XRG \| + 31 s \| \| 5e \| Isaac Del Toro \| Mexique \| UAE Team Emirates XRG \| + 32 s \| \| 6e \| Juan Ayuso \| Espagne \| UAE Team Emirates XRG \| + 35 s \| \| 7e \| Max Poole \| Royaume-Uni \| Team Picnic-PostNL \| + 43 s \| \| 8e \| Antonio Tiberi \| Italie \| Bahrain Victorious \| + 44 s \| \| 9e \| Michael Storer \| Australie \| Tudor Pro Cycling Team \| + 46 s \| \| 10e \| Giulio Pellizzari \| Italie \| Red Bull-Bora-Hansgrohe \| + 50 s \| |                   |             |                         |                  |
| |                   |             |                         |                  |
| Source : ProCyclingStats |                   |             |                         |                  |
| Classement général |                   |             |                         |                  |
| Coureur | Coureur           | Pays        | Équipe                  | Temps            |
| 1er | Mads Pedersen     | Danemark    | Lidl-Trek               | 15 h 11 min 52 s |
| 2e | Primož Roglič     | Slovénie    | Red Bull-Bora-Hansgrohe | + 17 s           |
| 3e | Mathias Vacek     | Tchéquie    | Lidl-Trek               | + 24 s           |
| 4e | Brandon McNulty   | États-Unis  | UAE Team Emirates XRG   | + 31 s           |
| 5e | Isaac Del Toro    | Mexique     | UAE Team Emirates XRG   | + 32 s           |
| 6e | Juan Ayuso        | Espagne     | UAE Team Emirates XRG   | + 35 s           |
| 7e | Max Poole         | Royaume-Uni | Team Picnic-PostNL      | + 43 s           |
| 8e | Antonio Tiberi    | Italie      | Bahrain Victorious      | + 44 s           |
| 9e | Michael Storer    | Australie   | Tudor Pro Cycling Team  | + 46 s           |
| 10e | Giulio Pellizzari | Italie      | Red Bull-Bora-Hansgrohe | + 50 s           |

### Classement par points
| Classement par points | Classement par points | Classement par points | Classement par points | Classement par points |
| Coureur               | Coureur               | Pays                  | Équipe                | Points                |
| --------------------- | --------------------- | --------------------- | --------------------- | --------------------- |

### Classement de la montagne
| Classement de la montagne | Classement de la montagne | Classement de la montagne | Classement de la montagne | Classement de la montagne |
| Coureur                   | Coureur                   | Pays                      | Équipe                    | Points                    |
| ------------------------- | ------------------------- | ------------------------- | ------------------------- | ------------------------- |

### Classement du meilleur jeune
| Classement du meilleur jeune | Classement du meilleur jeune | Classement du meilleur jeune | Classement du meilleur jeune | Classement du meilleur jeune |
| Coureur                      | Coureur                      | Pays                         | Équipe                       | Temps                        |
| ---------------------------- | ---------------------------- | ---------------------------- | ---------------------------- | ---------------------------- |

### Classement par équipes
| Classement par équipes | Classement par équipes | Classement par équipes | Classement par équipes |
| Équipe                 | Équipe                 | Pays                   | Temps                  |
| ---------------------- | ---------------------- | ---------------------- | ---------------------- |

## Abandons
- 114 -  Søren Kragh Andersen (Lidl-Trek) : non-partant